# Liên hoan phim Cannes 2019
Liên hoan phim Cannes thường niên lần thứ 72 diễn ra từ ngày 14 đến 25 tháng 5 năm 2019. Nhà làm phim người Mexico Alejandro González Iñárritu đã đảm nhận vai trò chủ tịch ban giám khảo. Danh hiệu cao quý nhất Cành cọ vàng được trao cho tác phẩm điện ảnh của Hàn Quốc Parasite do Bong Joon-ho đạo diễn; qua đó Bong trở thành đạo diễn người Hàn đầu tiên giành giải thưởng.
Bộ phim kết hợp yếu tố zombie và hài hước The Dead Don't Die của đạo diễn người Mỹ Jim Jarmusch được chọn chiếu khai mạc sự kiện năm nay. Sự kiện còn vinh danh nhà làm phim người Pháp Agnès Varda, người qua đời vào tháng 3 năm 2019 khi đăng hình ảnh của bà trên poster chính thức của liên hoan phim. Bức ảnh trên tấm poster được chụp trong lúc ghi hình bộ phim đầu tay của Varda là La Pointe Courte (1955) — tác phẩm sau đó đã ra mắt tại liên hoan phim Cannes.

## Giám khảo

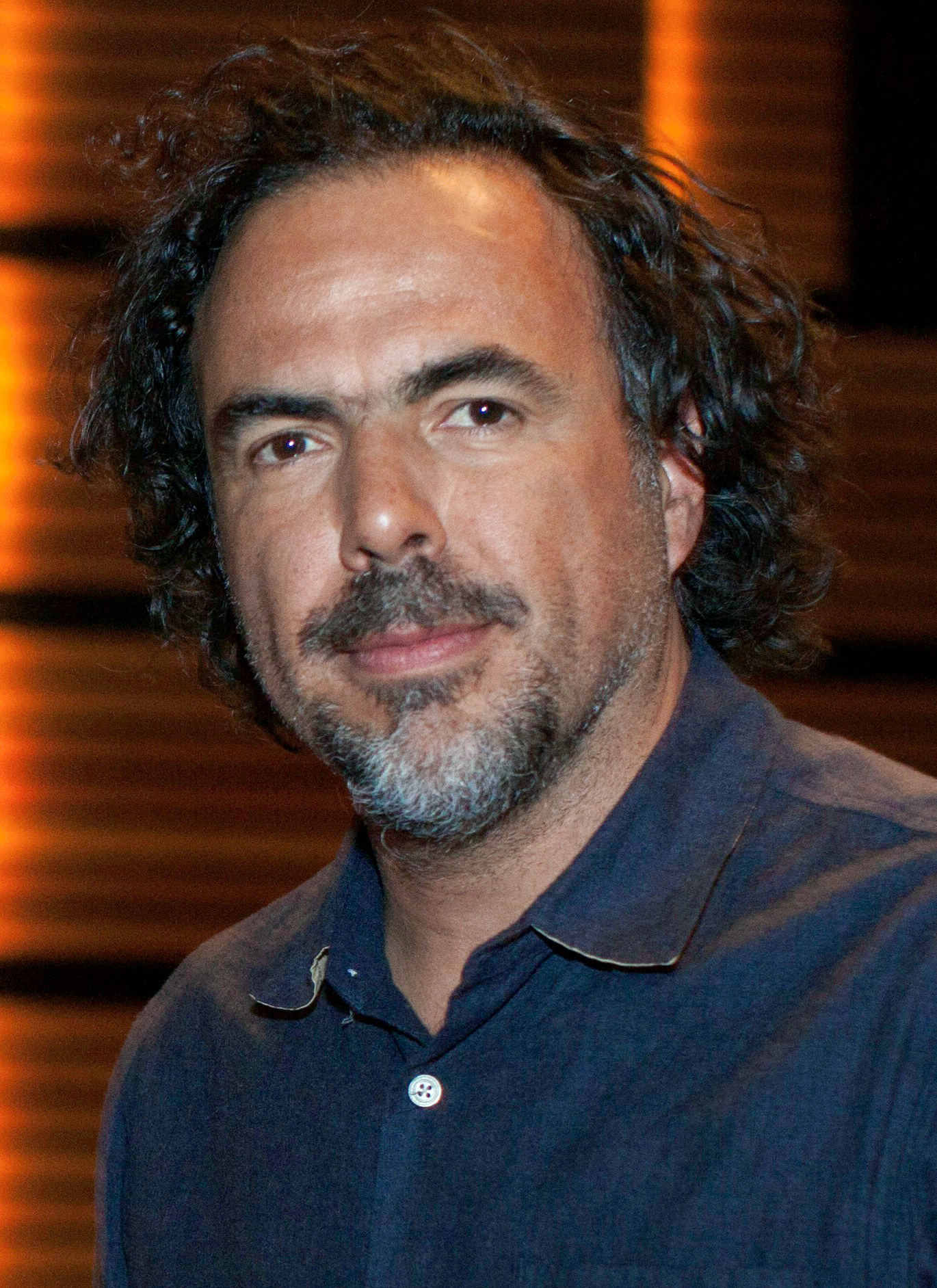
Alejandro González Iñárritu, chủ tịch ban giám khảo hạng mục tranh cử chính

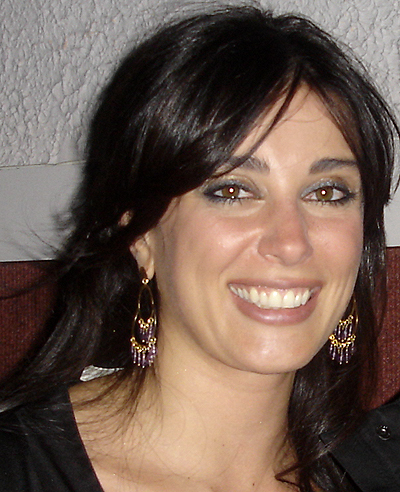
Nadine Labaki, chủ tịch ban giám khảo hạng mục Un Certain Regard.

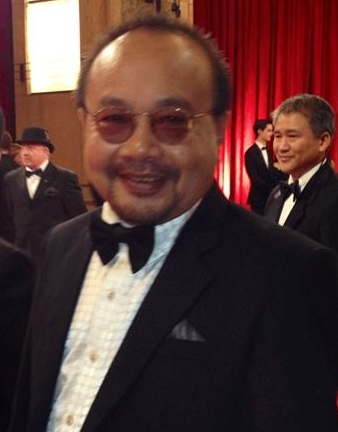
Rithy Panh, chủ tịch ban giám khảo hạng mục Caméra d'ort

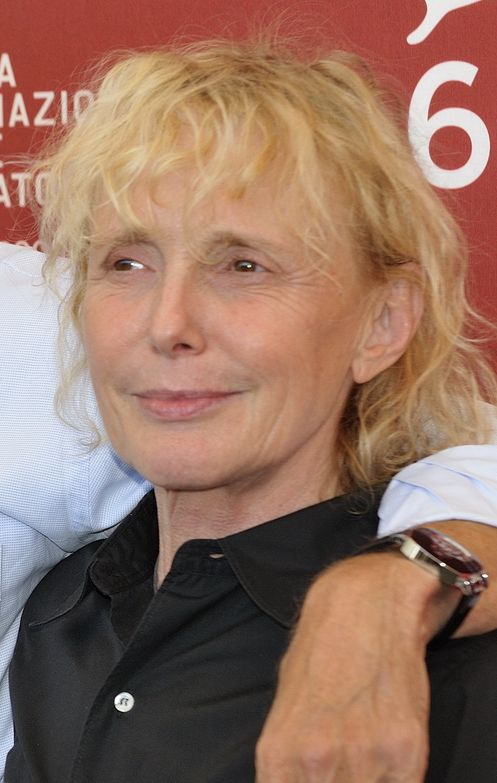
Claire Denis, chủ tịch ban giám khảo hạng mục Cinéfondation và phim ngắn

### Tranh cử chính
- Alejandro González Iñárritu, nhà làm phim người Mexico, chủ tịch ban giám khảo.[3]
- Enki Bilal, tác giả, nghệ sĩ và nhà làm phim người Pháp.[7]
- Robin Campillo, nhà làm phim người Pháp[7]
- Maimouna N'Diaye, nữ diễn viên và nhà làm phim người Senegal[7]
- Elle Fanning, nữ diễn viên người Mỹ[7]
- Yorgos Lanthimos, nhà làm phim người Hy Lạp[7]
- Paweł Pawlikowski, nhà làm phim người Ba Lan[7]
- Kelly Reichardt, nhà làm phim người Mỹ[7]
- Alice Rohrwacher, nhà làm phim người Ý[7]

### Un Certain Regard
- Nadine Labaki, nhà làm phim người Liban, chủ tịch ban giám khảo[8][9]
- Marina Foïs, nữ diễn viên người Pháp[9]
- Nurhan Sekerci-Porst, nhà sản xuất điện ảnh người Đức[9]
- Lisandro Alonso, nhà làm phim người Argentina[9]
- Lukas Dhont, nhà làm phim người Bỉ[9]

### Caméra d'or
- Rithy Panh, nhà làm phim người Pháp gốc Campuchia, chủ tịch ban giám khảo[10]
- Alice Diop, nhà làm phim người Pháp
- Sandrine Marques, nhà làm phim, tác giả và phê bình gia điện ảnh người Pháp
- Benoît Delhomme, nhà quay phim người Pháp
- Nicolas Naegelen, chủ tịch hội đạo diễn Polyson người Pháp

### Cinéfondation và phim ngắn
- Claire Denis, nhà làm phim người Pháp, chủ tịch ban giám khảo[11][12]
- Stacy Martin, nữ diễn viên người Pháp-Anh[12]
- Eran Kolirin, nhà làm phim người Israel[12]
- Panos H. Koutras, nhà làm phim người Hy Lạp[12]
- Cătălin Mitulescu, nhà làm phim người Romani[12]

### Giám khảo độc lập
Tuần của phê bình gia quốc tế
- Ciro Guerra, nhà làm phim người Colombia, chủ tịch ban giám khảo.[13][14]
- Amira Casar, nữ diễn viên người Pháp-Anh
- Marianne Slot, nhà sản xuất điện ảnh người Pháp-Tây Ban Nha
- Djia Mambu, nhà báo và phê bình gia điện ảnh người Bỉ gốc Congo
- Jonas Carpignano, nhà làm phim người Mỹ gốc Ý

L'Œil d'or
- Yolande Zauberman, đạo diễn điện ảnh người Pháp, chủ tịch ban giám khảo.[15]
- Romane Bohringer, nữ diễn viên và đạo diễn điện ảnh người Pháp
- Éric Caravaca, nam diễn viên và đạo diễn điện ảnh người Pháp
- Iván Giroud, đạo diễn liên hoan phim Cuba
- Ross McElwee, nhà làm phim tài liệu người Mỹ

Queer Palm
- Virginie Ledoyen, nữ diễn viên người Pháp, chủ tịch ban giám khảo[16]
- Claire Duguet, nhà quay phim và làm phim người Pháp
- Kee-Yoon Kim, danh hài người Pháp
- Filipe Matzembacher, nhà làm phim người Brazil
- Marcio Reolon, nhà làm phim người Brazil

## Danh sách tranh cử

### Tranh cử chính
Dưới đây là danh sách các phim được lựa chọn để tranh cử Cành cọ vàng:
| Tựa tiếng Anh                      | Tựa gốc                            | Đạo diễn                                 | Quốc gia sản xuất        |
| ---------------------------------- | ---------------------------------- | ---------------------------------------- | ------------------------ |
| Atlantics                          | Atlantique                         | Mati Diop                                | Senegal, Pháp, Bỉ        |
| Bacurau (QP)                       | Bacurau (QP)                       | Kleber Mendonça Filho, Juliano Dornelles | Brazil                   |
| The Dead Don't Die (phim khai mạc) | The Dead Don't Die (phim khai mạc) | Jim Jarmusch                             | Mỹ                       |
| Frankie (QP)                       | Frankie (QP)                       | Ira Sachs                                | Mỹ, Pháp, Bồ Đào Nha, Bỉ |
| A Hidden Life                      | A Hidden Life                      | Terrence Malick                          | Mỹ, Đức                  |
| It Must Be Heaven                  | It Must Be Heaven                  | Elia Suleiman                            | Pháp, Canada             |
| Little Joe                         | Little Joe                         | Jessica Hausner                          | Áo, Đức, Anh Quốc        |
| Matthias & Maxime (QP)             | Matthias et Maxime                 | Xavier Dolan                             | Canada                   |
| Les Misérables (CdO)               | Les Misérables (CdO)               | Ladj Ly                                  | Pháp                     |
| Mektoub, My Love: Intermezzo       | Mektoub, My Love: Intermezzo       | Abdellatif Kechiche                      | Pháp                     |
| Oh Mercy! (QP)                     | Roubaix, une lumière               | Arnaud Desplechin                        | Pháp                     |
| Once Upon a Time in Hollywood      | Once Upon a Time in Hollywood      | Quentin Tarantino                        | Mỹ                       |
| Pain and Glory (QP)                | Dolor y gloria                     | Pedro Almodóvar                          | Tây Ban Nha              |
| Parasite                           | 기생충                             | Bong Joon-ho                             | Hàn Quốc                 |
| Portrait of a Lady on Fire (QP)    | Portrait de la jeune fille en feu  | Céline Sciamma                           | Pháp                     |
| Sibyl                              | Sibyl                              | Justine Triet                            | Pháp                     |
| Sorry We Missed You                | Sorry We Missed You                | Ken Loach                                | Anh Quốc                 |
| The Traitor                        | Il traditore                       | Marco Bellocchio                         | Ý                        |
| The Whistlers                      | La Gomera                          | Corneliu Porumboiu                       | Romani, Pháp, Đức        |
| The Wild Goose Lake                | 南方车站的聚会                     | Diao Yinan                               | Trung Quốc               |
| Young Ahmed                        | Le Jeune Ahmed                     | Jean-Pierre Dardenne, Luc Dardenne       | Bỉ                       |

(CdO) chỉ phim đủ điều kiện tranh cử Cành cọ vàng dưới dạng một bộ phim điện ảnh đạo diễn đầu tay.
(QP) chỉ phim đồng tranh cử danh hiệu Queer Palm.

## Kết quả

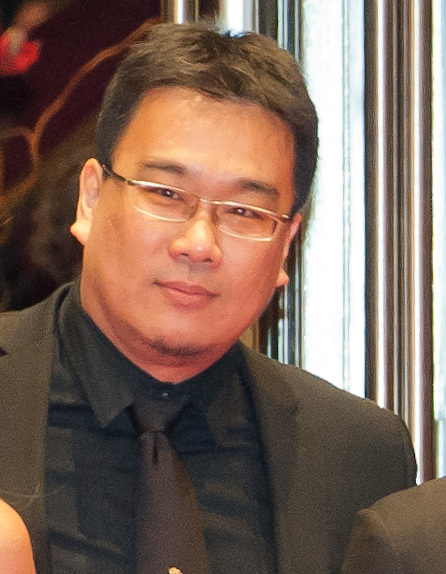
Bong Joon-ho, chủ nhân danh hiệu Cành cọ vàng

### Giải thưởng chính thức

#### Tranh cử chính
Dưới đây là các giải thưởng được trao cho những bộ phim chiếu trong phần tranh cử chính:
- Cành cọ vàng: Parasite của Bong Joon-ho
- Giải thưởng lớn: Atlantics của Mati Diop
- Giải của Ban Giám khảo:
  - Bacurau của Kleber Mendonça Filho và Juliano Dornelles
  - Les Misérables của Ladj Ly
- Đạo diễn xuất sắc nhất: Jean-Pierre và Luc Dardenne cho Young Ahmed
- Nữ diễn viên xuất sắc nhất: Emily Beecham cho Little Joe
- Nam diễn viên xuất sắc nhất: Antonio Banderas cho Pain and Glory
- Kịch bản hay nhất: Céline Sciamma cho Portrait of a Lady on Fire
- Trao tặng đặc biệt: Elia Suleiman cho It Must Be Heaven

#### Un Certain Regard
- Giải Un Certain Regard: The Invisible Life of Eurídice Gusmão của Karim Aïnouz[20]
- Giải Un Certain Regard của ban giám khảo: Fire Will Come của Oliver Laxe
- Giải Un Certain Regard cho đạo diễn xuất sắc nhất: Kantemir Balagov cho Beanpole
- Giải Un Certain Regard của ban giám khảo cho diễn xuất hay nhất: Chiara Mastroianni cho On a Magical Night
- Giải Un Certain Regard đặc biệt của ban giám khảo: 
  - Albert Serra cho Liberté
  - Bruno Dumont cho Joan of Arc
- Giải Coup de Cœur:
  - A Brother's Love của Monia Chokri
  - The Climb của Michael Angelo Covino

#### Máy quay vàng
- Máy quay vàng: Our Mothers của César Díaz

#### Phim ngắn
- Cành cọ vàng phim ngắn: The Distance Between Us and the Sky của Vasilis Kekatos
- Trao tặng đặc biệt: Monster God của Agustina San Martín

#### Cinéfondation
- Giải nhất: Mano a mano của Louise Courvoisier[21]
- Giải nhì: Hiêu của Richard Van
- Giải ba: 
  - Ambience của Wisam Al Jafari
  - The Little Soul của Barbara Rupik

#### Cành cọ vàng danh dự
- Cành cọ vàng danh dự: Alain Delon[22][23][24]